# Pseudotagia cupida
Pseudotagia cupida är en plattmaskart. Pseudotagia cupida ingår i släktet Pseudotagia och familjen Macrovalvitrematidae. Inga underarter finns listade i Catalogue of Life.